# Khướu mỏ quặp cánh vàng
Pteruthius intermedius là một loài chim trong họ Vireonidae.